# Mike Wilds
William Michael "Mike" Wilds, född 7 januari 1946 i Chiswick i London, är en brittisk racerförare.

## Racingkarriär
Wilds tävlade i Formel Ford och formel 3 i slutet av 1960-talet och början av 1970-talet. I mitten av 1970-talet körde han formel 1 för ett par olika stall. Wilds kvalade in till tre lopp men bröt samtliga.

## F1-karriär
| Säsong | Stall/Tillverkare                               | Poäng | Placering |
| ------ | ----------------------------------------------- | ----- | --------- |
| 1974   | Dempster International (March-Ford) Ensign-Ford | 0     | –         |
| 1975   | BRM                                             | 0     | –         |
| 1976   | Team P R Reilly (Shadow-Ford)                   | 0     | –         |